# Scanpan
Scanpan A/S er en dansk virksomhed, der designer, fremstiller og markedsfører pander, gryder og knive. Produkterne fremstilles i aluminium, stål eller kobber med non-stick-belægning. Alle aluminiumsprodukter produceres på egen fabrik i Ryomgård og deres hovedkvarter er i Auning. Scanpan afsætter størstedelen af deres varer ved eksport og i 2023 solgte de varer for 123 mio. kroner. Virksomheden ejes af René og Jesper Hougaard Brund og har ca. 99 ansatte (2023). Scanpan blev etableret i 1977 under navnet Pyrolux Pandefabrik ApS. I 2022 skiftede de navn til Scanpan A/S.